# Яничие Димитриевич
Яничие (Янаки, Янко) Димитриевич (на сръбски: Јанићије (Јанаки) Димитријевић или Janićije (Janaki) Dimitrijević; на турски: Yanko Dimitroviç Efendi) е македонски сърбоманин, лекар, депутат в Османския парламент, консул.

## Биография
Димитриевич е роден на 14 септември 1879 година в положкото село Врабчище, Османска империя. Завършва основно училище в родното си село и Цариградската сръбска гимназия. През 1907 година завършва медицина в Цариград. Работи като лекар в Тетово и Битоля.
След Младотурската революция на парламентарните избори през 1908 година и на тези през 1912 година е избран за независим депутат в Османския парламент от Битоля. В 1914 година става секретар на сръбското посолство в Цариград, а в 1917 година – генерален консул в Солун.
След Първата световна война престава да се занимава с политика и живее в Белград, където умира на 17 декември 1946 година.